# Moultrie County
Das Moultrie County ist ein County im US-amerikanischen Bundesstaat Illinois. Im Jahr 2010 hatte das County 14.846 Einwohner und eine Bevölkerungsdichte von 17,1 Einwohnern pro Quadratkilometer. Der Verwaltungssitz (County Seat) ist Sullivan.

## Geografie
Das County liegt im mittleren Südosten von Illinois. Es hat eine Fläche von 892 Quadratkilometern, wovon 23 Quadratkilometer Wasserfläche sind. Im Südosten wird das County vom Kaskaskia River durchflossen, der im südlich benachbarten Shelby County zum überwiegend im Moultrie County liegenden Lake Shelbyville aufgestaut wird. An das Moultrie County grenzen folgende Nachbarcountys:
| Macon County  | Piatt County |                             |
|               |              | Douglas County Coles County |
| Shelby County |              |                             |

## Geschichte

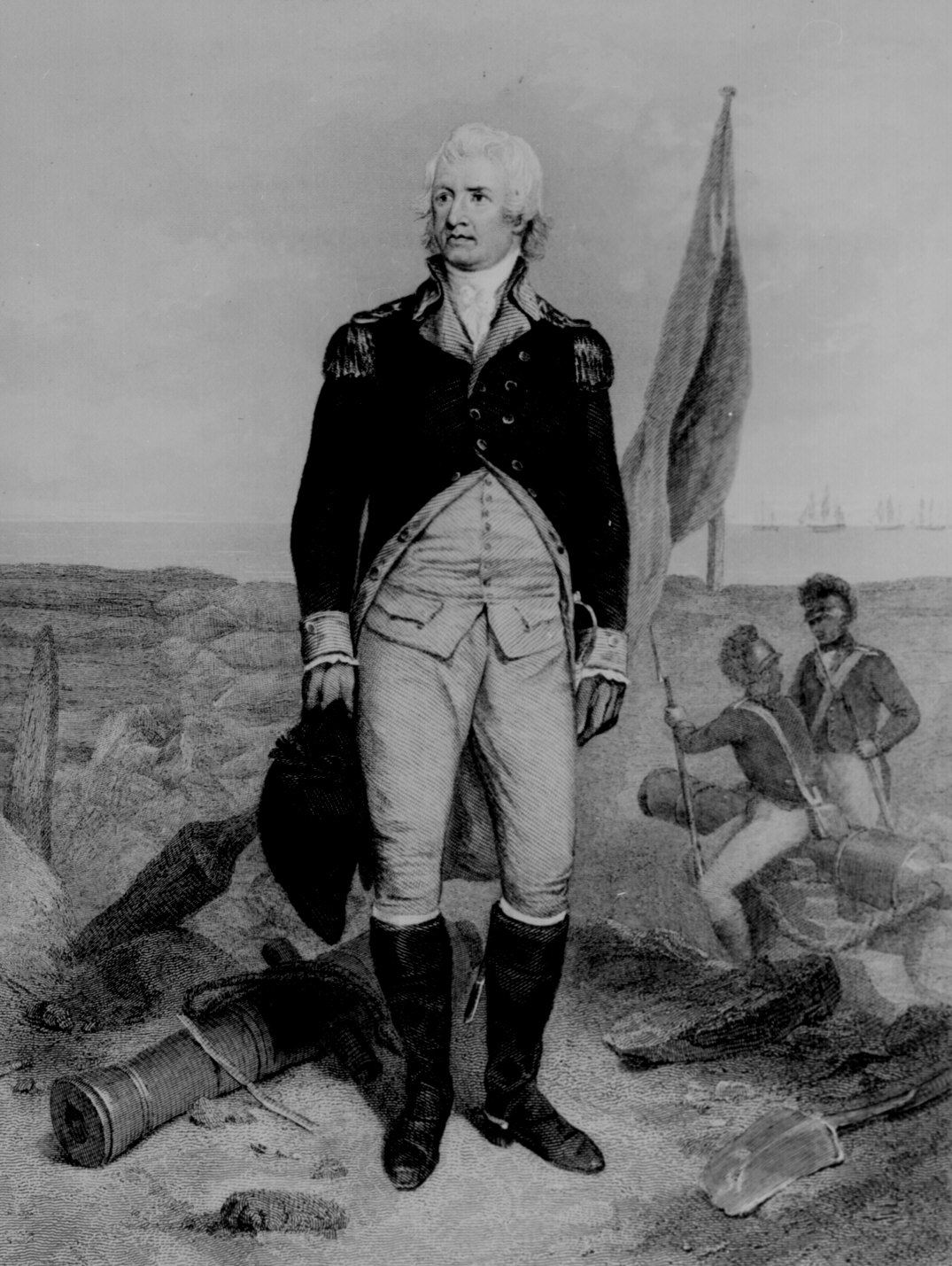
Moultrie

Das Moultrie County wurde am 16. Februar 1843 aus dem Macon County und dem Shelby County gebildet. Benannt wurde es nach William Moultrie, einem General der Revolutionsarmee aus South Carolina und späterem Gouverneur. Er verteidigte 1776 das Fort auf Sullivan’s Island vor den anrückenden Briten, das später in Fort Moultrie umbenannt wurde.

Das erste Gerichtsgebäude, eine locker zusammengenagelte Bretterhütte, wurde 1847 erbaut. Das zweite 1865 und das dritte, noch heute benutzte, 1904.

## Demografische Daten
Nach der Volkszählung im Jahr 2010 lebten im Moultrie County 14.846 Menschen in 5611 Haushalten. Die Bevölkerungsdichte betrug 17,1 Einwohner pro Quadratkilometer. In den 5611 Haushalten lebten statistisch je 2,55 Personen.
Ethnisch betrachtet setzte sich die Bevölkerung zusammen aus 98,3 Prozent Weißen, 0,5 Prozent Afroamerikanern, 0,2 Prozent amerikanischen Ureinwohnern, 0,3 Prozent Asiaten sowie aus anderen ethnischen Gruppen; 0,6 Prozent stammten von zwei oder mehr Ethnien ab. Unabhängig von der ethnischen Zugehörigkeit waren 1,0 Prozent der Bevölkerung spanischer oder lateinamerikanischer Abstammung.
24,8 Prozent der Bevölkerung waren unter 18 Jahre alt, 57,8 Prozent waren zwischen 18 und 64 und 17,4 Prozent waren 65 Jahre oder älter. 51,4 Prozent der Bevölkerung war weiblich.

Das jährliche Durchschnittseinkommen eines Haushalts lag bei 48.982 USD. Das Pro-Kopf-Einkommen betrug 24.078 USD. 10,5 Prozent der Einwohner lebten unterhalb der Armutsgrenze.

## Ortschaften im Moultrie County
City
- Sullivan

Villages
| - Allenville - Arthur1 - Bethany | - Dalton City - Gays - Lovington |

Unincorporated Communities
- Bruce
- Fuller2
- Kirksville
- Lake City

1 – teilweise im Douglas County

2 – teilweise im Coles County

## Gliederung

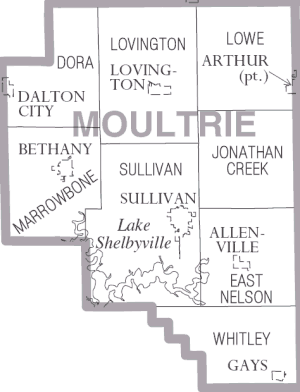
Karte des Moultrie Countys

Das Moultrie County ist in acht Townships eingeteilt:
| Township                | Einwohner (2010) | FIPS     |
| ----------------------- | ---------------- | -------- |
| Dora Township           | 802              | 17-20344 |
| East Nelson Township    | 1055             | 17-22099 |
| Jonathan Creek Township | 990              | 17-38609 |
| Lovington Township      | 1623             | 17-45057 |
| Lowe Township           | 1723             | 17-45083 |
| Marrowbone Township     | 1730             | 17-47124 |
| Sullivan Township       | 6263             | 17-73508 |
| Whitley Township        | 660              | 17-81451 |